# مقتل أحمد أربيري
في 23 فبراير عام 2020، تعرض أحمد ماركيز أربيري، وهو رجل ذو بشرة سوداء غير مسلح يبلغ من العمر 25 عامًا، للمطاردة وإطلاق النار أثناء الهرولة بالقرب من برونزويك في مقاطعة غلين، جورجيا. كان ثلاثة رجال من ذوي البشرة البيضاء يلاحقون أربيري - ترافيس مكمايكل ووالده غريغوري، اللذين كانا مسلحين ويقودان شاحنة بيك آب، وويليام «رودي» برايان، الذي تبعه في سيارة ثانية. واجه ترافيس مكمايكل أربيري وقتله بالرصاص.
قالت دائرة شرطة مقاطعة غلين إن مكتب المدعي العام لمنطقة برونزويك نصحهم في 23 فبراير بعدم إجراء أي اعتقالات. نفى مكتب المدعي العام لمقاطعة برونزويك أن هذه المشورة قد قُدمت إلى دائرة شرطة مقاطعة غلين من قبل المدعية العام في منطقة برونزويك أو أي من مساعديها من النواب. في 24 فبراير، نصح المدعي العام لدائرة وايكروس القضائية، جورج بارنهيل، الذي لم يكن قد كُلف بالقضية بعد، مكتب المدعي العام بعدم إجراء أي اعتقالات. تولى بارنهيل القضية رسميًا في 27 فبراير. في 2 أبريل، نصح بارنهيل مكتب المدعي العام العالمي مرة أخرى بعدم إجراء أي اعتقالات، بينما أعلن عن نيته في التنحي عن القضية بسبب وجود صلات بين ابنه وغريغوري مكمايكل. طلب بارنهيل التنحي في 7 أبريل. حُولت القضية في النهاية إلى مكتب المدعي العام لمقاطعة كوب، وهو رابع مكتب يتولاها.
بناءً على طلب غريغوري مكمايكل، قدم محامٍ محلي نسخة من مقطع الفيديو لإطلاق النار إلى محطة الإذاعة المحلية WGIG، التي نشرتها على موقعهم على الإنترنت في 5 مايو. انتشر الفيديو بسرعة، بعد نشره أيضًا على موقعي يوتيوب وتويتر. في غضون ساعات، قال المدعي العام توم دوردن إن هيئة المحلفين الكبرى ستقرر ما إذا كانت ستوجه الاتهامات، وقبل عرضًا من الحاكم برايان كيمب بأن يحقق مكتب جورجيا للتحقيقات في القضية.
اعتقل مكتب جورجيا للتحقيقات فردي عائلة مكمايكل في 7 مايو وبرايان في 21 مايو، بتهمة القتل وجرائم أخرى. في 4 يونيو، قدم المدعي العام أدلة إضافية تدعم تهم القتل، بما في ذلك تصريح قدمه ويليام برايان إلى مكتب جورجيا للتحقيقات بأن ترافيس مكمايكل أشار إلى أربيري بـ«زنجي لعين» بينما كان يحتضر. وجهت هيئة محلفين كبرى في وقت لاحق لائحة اتهام ضد كل من الرجال الثلاث بتهم القتل المتعمد وجناية القتل (أربع تهم) والاعتداء المشدد (تهمتان) والسَّجن التعسفي والمحاولة الجنائية لارتكاب السجن التعسفي.
بعد انتشار الفيديو على نطاق واسع، أثار عدم اعتقال فردي عائلة مكمايكل إلا بعد 74 يومًا من القتل نقاشًا حول التنميط العنصري في الولايات المتحدة. استهجن العديد من القادة الدينيين والسياسيين والرياضيين وغيرهم من المشاهير الحادثة. انتُقدت دائرة شرطة مقاطعة غلين ومكتب المدعي العام لمقاطعة برونزويك على المستوى الوطني بسبب طريقة تعاملهما مع القضية والتوقيفات المتأخرة؛ طلب المدعي العام لجورجيا كريستوفر م. كار رسميًا تدخل مكتب التحقيقات الفيدرالي في القضية في 10 مايو، الأمر الذي حدث في اليوم التالي.

## الأشخاص المعنيون
- أحمد ماركيز أربيري، البالغ من العمر 25 عامًا، تخرج من مدرسة برونزويك الثانوية في عام 2012. التحق بكلية جورجيا الجنوبية التقنية في خريف عام 2012 وربيع عام 2013 للتدرب على مهنة عامل كهربائي. قال أفراد أسرته وأصدقائه إنه كان يمارس رياضة الهرولة في كثير من الأحيان في حيه ونواحيه.[30][31][32]
- غريغوري مكمايكل، البالغ من العمر 64 عامًا، عمل سابقًا ضابطًا في دائرة شرطة مقاطعة غلين من عام 1982 حتى عام 1989، ومحققًا في مكتب المدعي العام لدائرة برونزويك القضائية من عام 1995 حتى تقاعده في مايو عام 2019. في عام 2018، حقق مكمايكل في قضية أربيري بتهمة نشل المتاجر وساعد في مقاضاته.[33][34]
- ترافيس مكمايكل، البالغ من العمر 34 عامًا، وهو ابن غريغوري مكمايكل.[35]
- ويليام «رودي» برايان، البالغ من العمر 50 عامًا، الذي كان أحد جيران عائلة مكمايكل.

## فيديو إطلاق النار
سُجل مقطع فيديو للحادثة من قبل ويليام «رودي» برايان، أحد جيران عائلة مكمايكل، الذي استخدم هاتفه المحمول من سيارته بينما كان يتبع أربيري وهو يهرول في طريق الحي. أظهر مقطع الفيديو أربيري وهو يركض على الجانب الأيسر من الطريق عندما واجه شاحنة بيك آب بيضاء توقفت في الجهة اليمنى من الشارع. يقف جريجوري مكمايكل في سرير الشاحنة، بينما يقف ترافيس مكمايكل بدايةً بجانب باب السائق حاملًا بندقية. توقفت سيارة الشخص الذي كان يسجل خلف أربيري وشاحنة البيك آب.
مع اقتراب أربيري من شاحنة البيك آب، يمكن سماع الصراخ. يعبر أربيري من الجانب الأيسر إلى الجانب الأيمن من الطريق ويدور حول جانب الركاب من الشاحنة. بعد اجتياز مقدمة الشاحنة، يستدير أربيري يسارًا. في هذه الأثناء، يقترب ترافيس مكمايكل من أربيري حاملًا بندقيته في مقدمة الشاحنة. حُجب بعد ذلك عرض الكاميرا للمواجهة بين أربيري وترافيس مؤقتًا.
ذكرت عدة روايات إعلامية عن مقطع الفيديو أنه يبدو أن صوت الطلقة الأولى سُمع قبل مواجهة أربيري وترافيس لبعضهما البعض. بينما ذكرت روايات أخرى حدوث مجابهة بدايةً ثم سماع صوت إطلاق النار. وصفت روايات إعلامية أخرى أنه «لم يكن ممكنًا» رؤية ما كان يحدث عند إطلاق الرصاصة الأولى من الفيديو، أو أن الشاحنة «تحجب مقطع مجابهة الرجال بعضهم البعض أولاً» في لحظة سماع صوت إطلاق الرصاص.
يظهر كل من ترافيس وأربيري يتنازعان حول البندقية. أثناء هذا النزاع، يختفي الرجلان بعيدًا عن مشهد الكاميرا على الجانب الأيسر من الإطار، وبعد ذلك يُسمع صوت طلقة ثانية. عندما يعاودان الظهور، يظهر أربيري وهو يوجه اللكمات ويحاول الاستيلاء على البندقية. يسُمع صوت طلقة ثالثة أطلقها ترافيس من مسافة قريبة بينما يحاول أربيري توجيه لكمة بيده اليمنى نحو رأس ترافيس. يتراجع أربيري ويسقط منهارًا إلى الأسفل في منتصف الطريق بينما يذهب ترافيس بعيدًا. يظهر غريغوري مكمايكل، الذي أخرج مسدسًا لكنه لم يطلق النار، وهو يركض نحو ابنه وأربيري.

## تحقيق شرطة مقاطعة غلين

### حوادث سرقة والاعتداء السابقة المبلغ عنها
في ديسمبر عام 2019 ويناير عام 2020، أبلغ سكان ساتيلا شورز عن حالات سرقة واعتداء وحوادث مشبوهة للشرطة ونشروا تقارير على صفحة ساتيلا شورز على فيسبوك وحساب نكستدور. أُبلغ عن ثلاث حالات سرقة أو اقتحام. في 8 ديسمبر عام 2019 أبلغ أحد سكان ساتيلا شورز عن سرقة بنادق من سيارته غير المقفلة. سجلت الشرطة عملية سرقة في 28 ديسمبر عام 2019. في 1 يناير عام 2020، قدم ترافيس مكمايكل بلاغًا عن سرقة سلاح ناري من شاحنته غير المقفلة.